# Olympische Sommerspiele 1984/Kanu – Zweier-Kajak 500 m (Frauen)
Die Wettkämpfe im Zweier-Kajak über 500 Meter bei den Olympischen Sommerspielen 1984 wurden vom  6. bis 10. August auf dem Lake Casitas ausgetragen.
Es wurden zwei Vorläufe, ein Halbfinale und ein Finale ausgetragen.
Olympiasieger wurden die Schwedinnen Agneta Andersson und Anna Olsson.

## Ergebnisse

### Vorläufe
Die jeweils ersten drei Boote qualifizierten sich direkt für das Finale, die restlichen Boote für das Halbfinale.

#### Vorlauf 1
| Rang | Athleten                              | Nation         | Zeit        |
| ---- | ------------------------------------- | -------------- | ----------- |
| 1    | Alexandra Barré Susan Holloway        | Kanada         | 1:51,41 min |
| 2    | Bernadette Brégeon Cathérine Mathevon | Frankreich     | 1:53,61 min |
| 3    | Lucy Perrett Lesley Smither           | Großbritannien | 1:54,98 min |
| 4    | Marleen Kuppens Lutgarde Thijs        | Belgien        | 1:56,17 min |
| 5    | Ho Kim Fai To Kit Yong                | Hongkong       | 2:12,27 min |

#### Vorlauf 2
| Rang | Athleten                           | Nation             | Zeit        |
| ---- | ---------------------------------- | ------------------ | ----------- |
| 1    | Agneta Andersson Anna Olsson       | Schweden           | 1:47,82 min |
| 2    | Agafia Constantin Nastasia Ionescu | Rumänien           | 1:49,85 min |
| 3    | Josefa Idem Barbara Schüttpelz     | BR Deutschland     | 1:50,84 min |
| 4    | Shirley Dery Leslie Klein          | Vereinigte Staaten | 1:54,61 min |
| 5    | Kari Ofstad Anne Wahl              | Norwegen           | 1:56,19 min |

### Halbfinallauf
Die ersten drei Boote des Halbfinals erreichten das Finale.
| Rang | Athleten                       | Nation             | Zeit        |
| ---- | ------------------------------ | ------------------ | ----------- |
| 1    | Shirley Dery Leslie Klein      | Vereinigte Staaten | 1:53,69 min |
| 2    | Kari Ofstad Anne Wahl          | Norwegen           | 1:55,98 min |
| 3    | Marleen Kuppens Lutgarde Thijs | Belgien            | 1:57,88 min |
| 4    | Ho Kim Fai To Kit Yong         | Hongkong           | 2:11,71 min |

### Finale
| Rang | Athleten                              | Nation             | Zeit        |
| ---- | ------------------------------------- | ------------------ | ----------- |
| 1    | Agneta Andersson Anna Olsson          | Schweden           | 1:45,25 min |
| 2    | Alexandra Barré Susan Holloway        | Kanada             | 1:47,13 min |
| 3    | Josefa Idem Barbara Schüttpelz        | BR Deutschland     | 1:47,32 min |
| 4    | Agafia Constantin Nastasia Ionescu    | Rumänien           | 1:47,56 min |
| 5    | Shirley Dery Leslie Klein             | Vereinigte Staaten | 1:49,51 min |
| 6    | Bernadette Brégeon Cathérine Mathevon | Frankreich         | 1:51,40 min |
| 7    | Kari Ofstad Anne Wahl                 | Norwegen           | 1:51,61 min |
| 8    | Lucy Perrett Lesley Smither           | Großbritannien     | 1:51,73 min |
| 9    | Marleen Kuppens Lutgarde Thijs        | Belgien            | 1:51,92 min |

## Weblink
- Ergebnisse